# Aksakovo
Aksakovo (în bulgară Аксаково) este un oraș în partea de nord a Bulgariei. Aparține de  Obștina Aksakovo, Regiunea Varna.

## Demografie
Componența etnică a orașului Aksakovo
     Bulgari (86,57%)
     Turci (1,14%)
     Nicio identificare (11,19%)
     Altele (1,61%)
La recensământul din 2011, populația orașului Aksakovo era de 7.801 locuitori. Din punct de vedere etnic, majoritatea locuitorilor (86,57%) erau bulgari, cu o minoritate de turci (1,14%). Pentru 11,19% din locuitori nu este cunoscută apartenența etnică.